# Duhabi (Sunsari)
Duhabi (nep. दुहवी) – gaun wikas samiti we wschodniej części Nepalu w strefie Kośi w dystrykcie Sunsari. Według nepalskiego spisu powszechnego z 2001 roku liczył on 3349 gospodarstw domowych i 17574 mieszkańców (8570 kobiet i 9004 mężczyzn).